# إيفان ماتوشفيتش
إيفان ماتوشفيتش هو لاعب كرة قدم كرواتي في مركز نصف الجناح، ولد في 27 فبراير 1989 في مدينة بولا في كرواتيا. لعب مع نادي ساراييفو.

## وصلات خارجية
- إيفان ماتوشفيتش على موقع قاعدة بيانات كرة القدم.إي يو (الإنجليزية)
- إيفان ماتوشفيتش على موقع Soccerway.com (الإنجليزية)